# Кузнецовское сельское поселение (Лебяжский район)
Кузнецовское сельское поселение  — муниципальное образование в составе Лебяжского района Кировской области России, существовавшее в 2006 — 2012 годах.
Центр — село Кузнецово.

## История
Кузнецовское сельское поселение образовано 1 января 2006 года согласно Закону Кировской области от 07.12.2004 № 284-ЗО.
Законом Кировской области от 28 апреля 2012 года № 141-ЗО поселение было упразднено, все населённые пункты переданы в состав Лажского сельского поселения.

## Состав
В состав поселения входили 5 населённых пунктов:
- село Кузнецово
- деревня Брод
- деревня Верхняя Пузинерь
- деревня Нижняя Пузинерь
- деревня Шои